# カレル・ライス
カレル・ライス（Karel Reisz, 1926年7月21日 - 2002年11月25日）は、チェコスロバキア出身のイギリスの映画監督。

## 来歴
1926年、チェコスロバキアのオストラヴァで生まれる。12歳の時にナチス・ドイツの占領下に置かれていた祖国を逃れてイギリスへ渡り、クエーカースクールのレイトン・パーク・スクールで学ぶ。第二次世界大戦が終結するまでの2年間はイギリス空軍に従軍、戦後はケンブリッジ大学のエマニュエル・カレッジで自然科学を専攻し、『サイト・アンド・サウンド』などの映画雑誌に寄稿しはじめる。
1947年にはリンゼイ・アンダーソン、ギャヴィン・ランバートと共に映画雑誌『シークエンス』を立ち上げ、のちにライスを含むこれら面々がフリー・シネマを触発する。はじめての監督作品『Momma Don't Allow』はトニー・リチャードソンと共同監督をつとめ、これが1956年2月にロンドンの国立映画劇場で公開されたフリー・シネマの最初の上映プログラムに加えられた。1958年の作品『We Are the Lambeth Boys』は、ロンドンのユースクラブを舞台にした映画で、タバコ、クリケット、絵画やディスカッションといったグループに参加する青年らの姿を自然主義的に描写した。映画は当年のカンヌ国際映画祭のイギリス代表作品となり、また、1985年に英国放送協会が、同作で取りあげた人々のその後を追った映画を製作した。
1960年、アラン・シリトーの小説を原作とした『土曜の夜と日曜の朝』で長編映画をはじめて手がける。先に製作したドキュメンタリー映画の手法を多く用い、その評価は英国アカデミー賞最優秀イギリス映画賞の受賞といったかたちで表れた。さらに、リンゼイ・アンダーソン監督映画『孤独の報酬』に製作として参加。コメディ映画『モーガン』、イサドラ・ダンカンの伝記映画『裸足のイサドラ』、そのほか『熱い賭け』、『ドッグ・ソルジャー』でメガホンをとる。
1981年の監督作品『フランス軍中尉の女』はジョン・ファウルズの原作をハロルド・ピンターが脚本化、キャストをジェレミー・アイアンズ、メリル・ストリープがつとめた。同作はアカデミー賞、英国アカデミー賞、ゴールデングローブ賞など主要な映画賞を賑わせる結果となり、ライスの後年のキャリアにおいて最も成功した作品となった。その後は、パッツィ・クラインの半生を扱った『ジェシカ・ラングのスウィート・ドリーム』、アーサー・ミラーが自ら戯曲を脚本化した『もうひとつのラブストーリー』で監督をつとめた。

### 私生活
ライスは生涯2度の結婚をした。最初の妻、ジュリア・コッパードとのあいだに3人の子供をもうけたのちに離婚。1963年、かつてジーン・ケリーの妻であったベッツィ・ブレアと結婚し、死別するまで連れ合った。
2002年にロンドン、カムデンで死去。

## フィルモグラフィー

### 映画
- 土曜の夜と日曜の朝 Saturday Night and Sunday Morning （1960年） - 監督
- 孤独の報酬 This Sporting Life （1963年） - 製作
- モーガン Morgan: A Suitable Case for Treatment （1966年） - 監督
- 裸足のイサドラ Isadora （1968年） - 監督
- 熱い賭け The Gambler （1974年） - 監督
- ドッグ・ソルジャー Who'll Stop the Rain （1978年） - 監督
- フランス軍中尉の女 The French Lieutenant's Woman （1981年） - 監督
- ジェシカ・ラングの スウィート・ドリーム Sweet Dreams （1985年） - 監督
- もうひとつのラブストーリー Everybody Wins （1990年） - 監督